# Åkers kanal
Åkers kanal (före kanaliseringen på 1800-talet Åkers å eller Åkersströmmen) är ett vattendrag i Österåkers kommun.
Kanalen är en förbindelse mellan Garnsviken och Tunaviken av Trälhavet. Farleden, som upptogs 1825 för en kostnad av 94 090 kronor blev därefter utvidgad och förbättrad flera gånger. Kanalen har en längd av 10,7 kilometer varav den bearbetade sträckan är 3,7 kilometer. Djupet under lägsta vattenytan är 2,1 meter och bottenbredden 8,9 meter. Den segelfria höjden är 2-3 meter.
En sluss finns, som är 30 meter lång, 7,4 meter bred och 2,1 meter djup. I början av 1900-talet upptogs kanalavgifter från trafikerande fartyg. Idag kostar slussningen 50 kronor. Tiderna måste förbokas minst 1 timme innan, och gäller mellan den 15 maj och 15 oktober.